# Kooigem
Kooigem är en ort i Belgien.   Den ligger i provinsen Västflandern och regionen Flandern, i den västra delen av landet, 70 km väster om huvudstaden Bryssel. Kooigem ligger 19 meter över havet och antalet invånare är 791.
Terrängen runt Kooigem är platt. Runt Kooigem är det tätbefolkat, med 257 invånare per kvadratkilometer.. Närmaste större samhälle är Kortrijk, 10,8 km norr om Kooigem. 
Trakten runt Kooigem består till största delen av jordbruksmark.